# U-2328
U-2328 – niemiecki okręt podwodny (U-Boot) przybrzeżnego typu XXIII z okresu II wojny światowej. Okręt wszedł do służby w 1944 roku.

## Historia
Położenie stępki nastąpiło 19 maja 1944 roku w stoczni Deutsche Werft w Hamburgu; wodowanie 7 sierpnia 1944. Okręt wszedł do służby 25 sierpnia 1944 roku.
15 kwietnia 1945 roku U-2328 zderzył się z trałowcem M-368. W czasie holowania U-Boota do bazy trałowiec wszedł na minę i zatonął. U-2328 nie wykonał żadnego patrolu bojowego, w związku z tym nie zatopił żadnej jednostki przeciwnika.
Poddany 9 maja 1945 roku w Bergen (Norwegia), przebazowany 30 maja 1945 roku do Loch Ryan (Szkocja). Zatonął 27 grudnia 1945 roku po zerwaniu się z holu fregaty HMS „Loch Shin” podczas transportu na miejsce planowanego zatopienia podczas operacji Deadlight.